# Centro social
No Brasil, um centro social é um imóvel gerido por entidade, geralmente uma associação, instituto ou afim, controlados por particulares, que promove ações consideradas como filantrópicas, seja na área da saúde, educação, cultura, lazer, entre outras.[carece de fontes?]
Muitos centros sociais são ligados, ou mantidos diretamente por políticos, que os utilizam como instrumento para compra de votos. Por conta disso, a Justiça Eleitoral proíbe o funcionamento de tais centros durante o período eleitoral.
Cientistas políticos apontam centros sociais como responsáveis por clientelismo e corrupção política.
O conceito não deve ser confundido com os social centers e okupas, tais como o Rote Flora, que são entidades coletivistas, reguladas pelos próprios participantes, sem a intermediação da administração pública, de empresas ou de um proprietário.